# Jan Matthijs Maarten van Meetelen
Jan Matthijs Maarten van Meetelen (Uithoorn, 1 februari 1893 – Leiderdorp, 4 juli 1981) was een Nederlands politicus.
Hij werd geboren als zoon van Jan Matthijs van Meetelen (1860-1942) en Cornelia Adriana Burgers (1863-1933). Zijn vader was vanaf 1890 gedurende 35 jaar de burgemeester van Uithoorn. Zelf ging hij midden 1914 als derde ambtenaar werken bij de gemeentesecretarie van Zaltbommel en in 1916 maakte hij de overstap naar de gemeente Wassenaar waar hij tweede ambtenaar ter gemeentesecretarie werd. Bij koninklijk besluit van 24 februari 1919 (hij was eerder die maand 26 geworden) werd Van Meetelen benoemd tot burgemeester van Bergschenhoek. Hij zou die functie blijven vervullen tot hij in maart 1958 met pensioen ging.
Van Meetelen overleed in 1981 op 88-jarige leeftijd.